# St. Andrä im Lungau
St. Andrä im Lungau est une commune autrichienne du district de Tamsweg dans l'État de Salzbourg.